# Никодим (Скребницький)
Єпископ Никодим (Сребницький чи Скребницький; кінець XVII ст. — 12 червня 1751) — український релігійний діяч доби Гетьманщини. 
Єпископ Російської православної церкви (безпатріаршої); єпископ Чернігівський, єпископ Переяславський (1745–1751) (на Гетьманщині), єпископ Санкт-Петербурзький та Шліссельбурзький (1741–1745; в Московії).

## Життєпис
Українець, освіту отримав в Київській академії, потім у Слов'яно-греко-латинській у Московії. Після прийняття чернецтва, наприкінці 1720-х був настоятелем Бєлгородського Миколаївського монастиря у Слобідській Україні, суддя духовних справ при Бєлгородській катедрі РПЦ (б).
У липні 1731 переведений в настоятелі Снєтогорського монастиря (поблизу Пскова, Сетумаа).
У січні 1734 — призначений членом Санкт-Петербурзького духовного правління і настоятелем Костромського Іпатієвського монастиря.
1736 — переміщений на посаду настоятеля московського Новоспаського монастиря, а у липні того ж року призначений членом святого Синоду.
6 грудня 1738 — був висвячений на єпископа Чернігівського РПЦ (б). Тут він займався справами жіночого монастиря Параскеви П'ятниці, статус якого визначався. Через півтора року, у травні 1740 його перевели з Чернігівської катедри знову до Московії, на Тобольську. Дали звання митрополита. Однак, отримавши звання митрополита, Никодим до Сибіру не поїхав, відмовився через хворобу, і тимчасово залишився без єпархії, мешкаючи у Москві. Після відмови, його перестали називати митрополитом.
1742 — після вступу на престол імператриці Єлизавети, Никодиму у вересні знову дали катедру, призначивши його першим єпископом нової Санкт-Петербурзької єпархії і доручили йому управління Олександро-Невським монастирем.
7 січня 1745 — за вказівкою цариці перемістили на катедру єпископа Переяславського.
Перед смертю роздав своє майно «на поминовення».
Помер 12 червня 1751.